# اناپیا گاندولفی
اناپیا گاندولفی (انگلیسی: Annapia Gandolfi؛ زادهٔ ۲۹ ژوئن ۱۹۶۴) ورزشکار شمشیربازی اهل ایتالیا است.
وی در مسابقات کشوری و بین‌المللی در مجموع برندهٔ ۱ مدال نقره شده‌است.